# Anselmo Cerviño
Anselmo Cerviño (fl. XX secolo) è stato un calciatore argentino, di ruolo difensore.

## Caratteristiche tecniche
Giocava come difensore sinistro.

## Carriera

### Club
Cerviño esordì nella massima serie argentina durante in Concurso Estímulo 1929: il primo incontro che giocò, fu El Porvenir-Racing Club del 21 luglio 1929, terminato 1-0 in favore della sua squadra. Partecipò a 13 gare di quella sua prima stagione, prendendo parte al gruppo "Dispari" della competizione. Nel campionato 1930 ebbe meno occasioni di giocare, a causa della presenza di Heberto Bahia, che occupò la posizione di difensore sinistro per 19 delle 35 gare del torneo; Cerviño giocò nella seconda parte del campionato, assommando 8 presenze. Nel 1931 si trasferì al Platense e con tale club debuttò nel calcio professionistico argentino, prendendo parte alla Primera División organizzata dalla Liga Argentina de Football. In questa manifestazione scese in campo per la prima volta alla 10ª giornata, il 26 luglio, giocando contro il River Plate. Al 21º turno, giocatosi il 18 ottobre, fu espulso da Eduardo Forte per aver avuto una colluttazione con Herminio Masantonio, dell'Huracán; in seguito a questo episodio fu portato in stazione di polizia. Non giocò più in massima serie dopo le 8 partite in Primera División 1932.